# Eleanore Griffin
Eleanore Griffin (29. april 1904 - 25. juli 1995) var en amerikansk manuskriptforfatter.

## Filmografi
- 1938 - Drengebyen
- 1937 - Mesterjockeyen